# Aserbajdsjan ved sommer-OL 2004
Aserbajdsjan deltog i Sommer-OL 2004 i Athen, som blev arrangeret i perioden 13. august til 29. august 2004.

## Medaljer
| 2004 Athen   | Guld | Sølv | Bronze | Total |
| Aserbajdsjan | 1    | 0    | 4      | 5     |